# Episodi di The Texan (prima stagione)
La prima stagione della serie televisiva The Texan è andata in onda negli Stati Uniti dal 29 settembre 1958 al 15 giugno 1959 sulla CBS.
| nº | Titolo originale                 | Prima TV USA      |
| -- | -------------------------------- | ----------------- |
| 1  | Texan in Town                    | 29 settembre 1958 |
| 2  | The Man with the Solid Gold Star | 6 ottobre 1958    |
| 3  | The Troubled Town                | 13 ottobre 1958   |
| 4  | The First Notch                  | 20 ottobre 1958   |
| 5  | The Edge of the Cliff            | 27 ottobre 1958   |
| 6  | Jail for the Innocents           | 3 novembre 1958   |
| 7  | A Tree for Planting              | 10 novembre 1958  |
| 8  | The Hemp Tree                    | 17 novembre 1958  |
| 9  | The Widow of Paradise            | 24 novembre 1958  |
| 10 | Desert Passage                   | 1º dicembre 1958  |
| 11 | No Tears for the Dead            | 8 dicembre 1958   |
| 12 | The Easterner                    | 15 dicembre 1958  |
| 13 | A Time of the Year               | 22 dicembre 1958  |
| 14 | The Lord Will Provide            | 29 dicembre 1958  |
| 15 | The Duchess of Denver            | 5 gennaio 1959    |
| 16 | A Quart of Law                   | 12 gennaio 1959   |
| 17 | Outpost                          | 19 gennaio 1959   |
| 18 | The Peddler                      | 26 gennaio 1959   |
| 19 | Return to Friendly               | 2 febbraio 1959   |
| 20 | The Man Behind the Star          | 9 febbraio 1959   |
| 21 | The Ringer                       | 16 febbraio 1959  |
| 22 | The Eyes of Captain Wylie        | 23 febbraio 1959  |
| 23 | The Marshal of Yellow Jacket     | 2 marzo 1959      |
| 24 | No Love Wasted                   | 9 marzo 1959      |
| 25 | A Race for Life                  | 16 marzo 1959     |
| 26 | Letter of the Law                | 23 marzo 1959     |
| 27 | Private Account                  | 6 aprile 1959     |
| 28 | Caballero                        | 13 aprile 1959    |
| 29 | Blood Money                      | 20 aprile 1959    |
| 30 | No Place to Stop                 | 27 aprile 1959    |
| 31 | Reunion                          | 4 maggio 1959     |
| 32 | Badlands                         | 11 maggio 1959    |
| 33 | South of the Border              | 18 maggio 1959    |
| 34 | The Smiling Loser                | 25 maggio 1959    |
| 35 | The Sheriff of Boot Hill         | 1º giugno 1959    |
| 36 | The Gunfighter                   | 8 giugno 1959     |
| 37 | The Man Hater                    | 15 giugno 1959    |

## Texan in Town
- Prima televisiva: 29 settembre 1958
- Diretto da: Erle C. Kenton
- Scritto da: Harry Kronman

### Trama
- Guest star: Neville Brand (Kyle Richards), Hank Patterson (barista), Carl Taylor (pistolero), Regis Parton (Pete Bray), Fred Krone (Fred Bray), Chris Alcaide (cittadino), Howard Wright (dottore), Helene Wallace (Mrs. Richards), Karl Swenson (sceriffo), John Larch (Lance Corbett)

## The Man with the Solid Gold Star
- Prima televisiva: 6 ottobre 1958
- Diretto da: Hollingsworth Morse
- Scritto da: Robert Hardy Andrews

### Trama
- Guest star: Richard Reeves (Ames), Robert Burton (sceriffo Brown), Bruce Bennett (Jim Caldwell), Thomas Gomez (Jake Romer)

## The Troubled Town
- Prima televisiva: 13 ottobre 1958
- Diretto da: Hollingsworth Morse
- Scritto da: Samuel A. Peeples

### Trama
- Guest star: Harry Harvey (barista), Pat Conway (Mike Kaler), Harry Dean Stanton (Frank Kaler), Kathryn Card (Ma Kestler), Andy Clyde (Wild Jack Hastings), Walter Sande (Jake Talby), Gregg Palmer (Player), William Schallert (Arnold Leno), James Drury (Johnny Kaler)

## The First Notch
- Prima televisiva: 20 ottobre 1958
- Diretto da: Hollingsworth Morse
- Scritto da: Herbert Little, Jr., David Victor

### Trama
- Guest star: James Nusser (Shanks), Dan Sheridan (McBurney), Dick Rich (Whitey Rupp), Peggie Castle (Charlotta Rivera), Ron Hagerthy (Neil Pierce), J. Carrol Naish (Walt Pierce)

## The Edge of the Cliff
- Prima televisiva: 27 ottobre 1958
- Diretto da: Allen H. Miner
- Scritto da: Paul Franklin

### Trama
- Guest star: Mike Connors (Larry Enright), Norman Leavitt (Bender), Barbara Baxley (Ruth McKnight), Sidney Blackmer (Orin McKnight)

## Jail for the Innocents
- Prima televisiva: 3 novembre 1958
- Diretto da: Erle C. Kenton
- Scritto da: Jack Roberts, Laszlo Vadnay
- Soggetto di: Harry Landers

### Trama
- Guest star: Frank Marlowe (barista), Elaine Riley (Dolly), Herbert Rudley (Nick Yarboro), John Milford (Max), Grant Richards (Dan Keyes), Vaughn Taylor (sceriffo Loomis), Ray Ferrell (Peter Swenson)

## A Tree for Planting
- Prima televisiva: 10 novembre 1958
- Diretto da: Robert Florey
- Scritto da: Harry Kronman

### Trama
- Guest star: Ruby Goodwin (Sarah), James Parnell (Jake), Clarke Gordon (Brad Emory), John Cliff (Ty Beamet), Lurene Tuttle (Amy Beaufort), Paul Fix (Bert Gorman), James Westerfield (Sam Beaufort), Martin Garralaga (Ramirez)

## The Hemp Tree
- Prima televisiva: 17 novembre 1958
- Diretto da: Erle C. Kenton
- Scritto da: Paul Franklin

### Trama
- Guest star: Joe McGuinn (Sam Chase), John Maxwell (dottor Graybill), Charles Meredith (Eli Townsend), S. John Launer (Ben Cushman), Stuart Randall (Marshal Ike Masters), Stacy Harris (Max Bowen), Susan Anderson (Jenny Masters), Michael Landon (Nick Ahearn), Allan Lurie (Gus Phefan)

## The Widow of Paradise
- Prima televisiva: 24 novembre 1958
- Diretto da: Robert B. Sinclair
- Scritto da: Phil Shuken, John L. Greene

### Trama
- Guest star: Shirley Collins (ragazza), Len Lesser (Brad), Kem Dibbs (Cully Crawford), Gary Allen (Nathan Crawford), Ricky Allen (Joey Crawford), Charles Watts (giudice Whittaker), Russell Thorson (sceriffo), Marilyn Hanold (Iris Crawford), Alan Hale, Jr. (Jake Bricker)

## Desert Passage
- Prima televisiva: 1º dicembre 1958

### Trama
- Guest star: Wright King (Mac Kernin), Fay Roope (Ben Atkins), Mae Clarke (Ruth Clifford), R.G. Armstrong (Cliff Clifford), Jon Locke (Pete Masters)

## No Tears for the Dead
- Prima televisiva: 8 dicembre 1958
- Diretto da: Erle C. Kenton
- Scritto da: Harry Kronman

### Trama
- Guest star: Beverly Washburn (Henrietta Tovers), Michael Pate (George Brandon), Carole Mathews (Bess Corbin), Ray Teal (Dave Travers), William Challee (Roy Tovers)

## The Easterner
- Prima televisiva: 15 dicembre 1958
- Diretto da: Erle C. Kenton
- Scritto da: Jack Roberts, Tom Monroe

### Trama
- Guest star: Jim Drake (Buck), Jack Elam (Tug Swann), Natividad Vacio (Huelo), Fay Spain (Ann Dowd), Donald Harron (Julian Dowd)

## A Time of the Year
- Prima televisiva: 22 dicembre 1958
- Diretto da: Robert Florey
- Scritto da: Harry Kronman

### Trama
- Guest star: Barry Brooks (Vince), Riley Hill (conducente della diligenza), Don C. Harvey (Ross Hadden), Dick Wilson (Norm Seevey), Howard Wendell (Doc Morton), William Challee (Matt Ainsley), Peggy Maley (Dolly Matthews), Charlie Briggs (Jeff Karger), Michael MacReady (Jody), Suzanne Lloyd (Maria Sammett), George Macready (Big Jim Sammett)

## The Lord Will Provide
- Prima televisiva: 29 dicembre 1958
- Diretto da: Erle C. Kenton
- Scritto da: John L. Greene, Phil Shuken

### Trama
- Guest star: Yvette Vickers (Judy Clayton), Ollie O'Toole (Anderson), Bru Danger (barista), John Eldredge (Potter), Steve Mitchell (Jesse Conway), William Newell (dottore), Milton Frome (giudice Hawks), Francis McDonald (sceriffo), Murvyn Vye (Pete Phillips), Ross Elliott (reverendo Kilgore), Ellen Corby (Katy Clayton), Ric Roman (Curley Hoad)

## The Duchess of Denver
- Prima televisiva: 5 gennaio 1959
- Diretto da: Erle C. Kenton
- Scritto da: Joseph Landon

### Trama
- Guest star: Robert Carson (Whittaker), Emory Parnell (Samuel Dickens), Alan Dinehart (Cher Dawson), Dolores Donlon (Gay Brewster), Gerald Mohr (colonnello Garson)

## A Quart of Law
- Prima televisiva: 12 gennaio 1959
- Diretto da: Robert Gordon
- Scritto da: Harry Kronman

### Trama
- Guest star: Charles Cooper (Walt Carlin), Jess Kirkpatrick (Jed Torrance), Holly Bane (Lafe Orley), G. Pat Collins (Mort), Theona Bryant (Marcia), Billy M. Greene (Will Mathers), Don Kelly (Dan Savitt), Robert Lowery (Coy Benner), Edgar Stehli (Winthrop Davis)

## Outpost
- Prima televisiva: 19 gennaio 1959
- Diretto da: Erle C. Kenton
- Scritto da: Martin Berkeley, Clark Reynolds

### Trama
- Guest star: Jim Lake (Milt), Robert Karnes (Walt), Scott Peters (Charlie Arno), Christopher Dark (Jack Arno), Patrick McVey (Marshal Dodson), Harry Swoger (Nate Woods), Les Tremayne (dottor Neal Carter)

## The Peddler
- Prima televisiva: 26 gennaio 1959
- Diretto da: Robert Gordon
- Scritto da: Laszlo Vadnay

### Trama
- Guest star: Len Hendry (uomo), Eddie Hice (Garry), Nick Pawl (Chet), John Francis (Les), Steve Conte (Drake), Irene Tedrow (Mrs. Clay), James Bell (Webb), Chris Alcaide (Wade Clinton), Elissa Palfi (Julia Varga), Lou Jacobi (Joseph Varga)

## Return to Friendly
- Prima televisiva: 2 febbraio 1959
- Diretto da: Erle C. Kenton
- Scritto da: Harry Kronman

### Trama
- Guest star: John Alderson (Swede Yocum), John Harmon (Lobo Crooms), Mary Webster (Bess Wallen), James Philbrook (Yancy Lewis)

## The Man Behind the Star
- Prima televisiva: 9 febbraio 1959
- Diretto da: Alvin Ganzer
- Scritto da: Martin Berkeley, Clark Reynolds

### Trama
- Guest star: Harry Tyler (cittadino), Roy Engel (Mac Carson), Robert Anderson (Trail Boss), Russell Simpson (Zeb Waters), Robert Griffin (Ben Carter), Richard Jaeckel (Clint Gleason), Brian Donlevy (sceriffo Bob Gleason)

## The Ringer
- Prima televisiva: 16 febbraio 1959

### Trama
- Guest star: Olive Sturgess (Mary Lou Martin), Dan White (sceriffo Winters), Grant Withers (Ed Martin), Adam Williams (Jeb Kilmer), Regis Parton (Warren Masters)

## The Eyes of Captain Wylie
- Prima televisiva: 23 febbraio 1959

### Trama
- Guest star: Mack Williams (dottore), Bruce Cowling (Hank Rogers), Tudor Owen (giudice Moffett), Lane Bradford (Spike Taylor), Chill Wills (capitano Wylie)

## The Marshal of Yellow Jacket
- Prima televisiva: 2 marzo 1959

### Trama
- Guest star: Boyd 'Red' Morgan (Pete Nolan), John McKee (lavoratore nel ranch), Tom London (nonno Avery), Henry Rowland (Deebold), Kenneth R. MacDonald (Ed Grover), Richard Adams (Dell), Harry Harvey (Clyde Hatbridge), Kathryn Card (Kate Mulvaney), Anne Neyland (Ruth Avery), John Beradino (Duke Ellis), Robert J. Wilke (Marshal Bart Pennock)

## No Love Wasted
- Prima televisiva: 9 marzo 1959
- Diretto da: Robert Florey
- Scritto da: Harry Kronman

### Trama
- Guest star: Tom London (agente), Will Gould (dottore), Richard Adams (Owen Kelsey), Ken Mayer (Bob Kelsey), Eugène Martin (Jody Ames), Marian Seldes (Cora Laird), Lon Chaney, Jr. (Wiley Ames)

## A Race for Life
- Prima televisiva: 16 marzo 1959

### Trama
- Guest star: Harry Harvey, Ralph Moody, Kem Dibbs, Kelly Thordsen, Bart Bradley (Chris Hampton), Douglas Fowley (Mar Anderson), Frank Ferguson (Dobie)

## Letter of the Law
- Prima televisiva: 23 marzo 1959
- Diretto da: George Archainbaud
- Soggetto di: Irving Wallace

### Trama
- Guest star: Tom London (Clem), Richard Reeves (Montana), Norman Alden (Ryan), Ron Soble (Cagle), Stuart Randall (sceriffo Rangel), Ralph Dumke (Doc Fry), Kathy Case (Julia Koller), Trevor Bardette (Pop Koller), Richard Hale (giudice Bradford), R.G. Armstrong (Big Sam Aldridge)

## Private Account
- Prima televisiva: 6 aprile 1959

### Trama
- Guest star: Fred Kohler, Jr. (Fred Jackson), Konstantin Shayne (Otto Hoffner), Joe Di Reda (Johnny Hinshaw), Karen Sharpe Kramer (Jessie Martin), Jesse White (Weeb Martin)

## Caballero
- Prima televisiva: 13 aprile 1959
- Diretto da: Robert Gordon
- Scritto da: Barney Slater

### Trama
- Guest star: Jim Hayward (Auctioneer), Abel Fernández (Juan), Fred Graham (Torrey Davis), Mari Blanchard (Catherine Crawford), Whit Bissell (Shep Crawford), Cesar Romero (Joaquin)

## Blood Money
- Prima televisiva: 20 aprile 1959

### Trama
- Guest star: Charles H. Gray (Lew Cade), Than Wyenn (Barth), William Vaughn (Jeb Cade), Michael Forest (Deputy Lacy), Robert J. Wilke (sceriffo), Charles Maxwell (Lew Cade), Dorothy Provine (Chalmers), Ralph Meeker (Sam Kerrigan)

## No Place to Stop
- Prima televisiva: 27 aprile 1959

### Trama
- Guest star: Dehl Berti (Jackson), James Anderson (Crockett), Charles Arnt (vecchio Blackstone), Denver Pyle (Houston), Strother Martin (Polk), Robert Burton (Noah Whipple), Sally Fraser (Laura Whipple), Chuck Wassil (Chick Bowdrie)

## Reunion
- Prima televisiva: 4 maggio 1959

### Trama
- Guest star: Steve Carruthers (impiegato dell'hotel), Norman Leavitt (uomo), Clarence Straight (Plummer), Robert F. Simon (Wil Crandall), Richard Carlyle (Lacy Winans), Christopher Dark (Trevor Jackson), Bethel Leslie (Julie Bofert)

## Badlands
- Prima televisiva: 11 maggio 1959
- Diretto da: Leslie Goodwins
- Scritto da: Martin Berkeley, Clark Reynolds

### Trama
- Guest star: Stephen McNally (Clay Thompson), Michael Galloway (Frank Kincaid), Jill Jarmyn (Beth Kincaid), Myron Healey (sceriffo)

## South of the Border
- Prima televisiva: 18 maggio 1959
- Diretto da: Joe Parker
- Scritto da: Don Martin

### Trama
- Guest star: Raymond Hatton, Abel Franco, Charlita, K. L. Smith, Joyce Meadows, Leslie Wenner, Duane Grey, Peter Mamakos, John Doucette (sceriffo Ben Carter), Jack Elam (Luke Watson)

## The Smiling Loser
- Prima televisiva: 25 maggio 1959

### Trama
- Guest star: Boyd 'Red' Morgan, Harry Lauter, John McKee (lavoratore nel ranch), Rusty Lane (W. J. Morgan), Eddie Quillan (Slick Parker)

## The Sheriff of Boot Hill
- Prima televisiva: 1º giugno 1959

### Trama
- Guest star: Terry Frost (Wes), Chick Bilyeu (Sam Elser), Charles Bail (Lou), Charles Maxwell (Luke Stricker), Denver Pyle (Joe Lufton), Reed Hadley (sceriffo Ben Tildy)

## The Gunfighter
- Prima televisiva: 8 giugno 1959

### Trama
- Guest star: Robert Bice (sceriffo Glen Cutler), Nancy Valentine (Helen), Kristine Miller (Ruth Fenton), John Pickard (Ben Kirby), Dick Kallman (Grady Fenton)

## The Man Hater
- Prima televisiva: 15 giugno 1959

### Trama
- Guest star: Lori Nelson (Elizabeth), William Tannen (sceriffo), Henry Brandon (Crowley), Tom London (Jess), Charles Horvath (Sam)